# Clark County (Ohio)
 For alternative betydninger, se Clark County. (Se også artikler, som begynder med Clark County)
Clark County er et county i den amerikanske delstat Ohio.

## Demografi
Ifølge folketællingen fra 2000 boede der 144.742 personer i amtet. Der var 56,648 husstande med 39,370 familier. Befolkningstætheden var 140 personer pr. km². Befolkningens etniske sammensætning var som følger: 88.12 % hvide, 8.95 % afroamerikanere, 0.28 % indianere, 0.53 % asiater, 0,02 % fra Stillehavsøerne, 0.53 % af anden oprindelse og 1.58 % fra to eller flere grupper.
Der var 56,648 husstande, hvoraf 31.40% havde børn under 18 år boende. 52.60 % var ægtepar, som boede sammen, 12.80 % havde en enlig kvindelig forsøger som beboer, og 30.50 % var ikke-familier. 26.00 % af alle husstande bestod af enlige, og i 11.10 % af tilfældene boede der en person som var 65 år eller ældre.
Gennemsnitsindkomsten for en hustand var $40,340 årligt, mens gennemsnitsindkomsten for en familie var på $48,259 årligt.

## Eksterne links
- Wikimedia Commons har flere filer relateret til Clark County (Ohio)

39°55′12″N 83°46′48″V / 39.92000°N 83.78000°V